# 塞斯佩多萨德托尔梅斯
塞斯佩多萨德托尔梅斯，是西班牙卡斯蒂利亚-莱昂萨拉曼卡省的一个市镇。 总面积46平方公里，总人口617人（2001年），人口密度13人/平方公里。